# Bonate Sopra
Bonate Sopra – miejscowość i gmina we Włoszech, w regionie Lombardia, w prowincji Bergamo.
Według danych na styczeń 2009 gminę zamieszkiwało 8637 osób przy gęstości zaludnienia 1454 os./1 km².